# Dendrocyathophorum
Dendrocyathophorum là một chi rêu trong họ Hookeriaceae.